# Dactylosternum flavicorne
Dactylosternum flavicorne är en skalbaggsart som först beskrevs av Étienne Mulsant 1844.  Dactylosternum flavicorne ingår i släktet Dactylosternum och familjen palpbaggar. Inga underarter finns listade i Catalogue of Life.